# Эллиль-нацир I
Эллиль-нацир I (аккад. «Эллиль-хранитель») — правитель города Ашшура приблизительно в 1497—1484 годах до н. э.
Сын Пузур-Ашшура III. Около 1480 года до н. э. Эллиль-нацир потерпел поражение от митаннийского царя Сауссадаттара. Сауссадаттар захватил Ашшур, и вывез оттуда богатую добычу, в том числе, ворота храма, окованные золотом и серебром.